# Протитечійна водна сепарація
Протитечійна водна сепарація (рос. противоточная водная сепарация, англ. countercurrent water separation, нім. Wasser-Gegenlaufscheidung f, Wasser-Gegenstromscheidung f) — спосіб гравітаційного збагачення корисних копалин у воді, характерною особливістю якого є формування зустрічних транспортних потоків продуктів розділення.
Протитечійна сепарація застосовується для збагачення енерге-тичного вугілля, антрацитів, розубоженої гірничої маси відкритих розробок, крупнозернистих шламів і видалення породи з гірничої маси на шахтах і розрізах.

## Загальний опис
Ефективність розділення підвищується за рахунок рециркуляції частини збагачуваного матеріалу в межах робочої зони. Потік легких фракцій є попутним потоку води, а важких — зустрічним. П.в.с. застосовується для збагачення вугілля крупністю 6–25 та 13–100 мм і характерна порівняно низькими капітальними та експлуатаційними затратами, простотою компонувальних рішень та високою ефективністю процесу. П.в.с. застосовується для збагачення енергетичного вугілля, антрацитів, розубоженої гірничої маси відкритих розробок, крупнозернистих шламів і видалення породи з гірничої маси на шахтах і розрізах.
Протитечійна сепарація реалізується з використанням крутопохилих (КНС) і шнекових (СШ і СВШ) сепараторів.
Суттєвою відмітною властивістю протитечійних гравітаційних апаратів є наявність специфічної природної постелі, яка значно відрізняється від відомих аналогів гравітаційного збагачення. В робочій зоні апаратів цього типу накопичуються важкі зерна і зростки, і тут їх вміст виявляється значно більшим, ніж у вихідному живленні. Природна постіль виконує роль важкої суспензії, на її підтримку витрачається додатковий градієнт тиску, що рівнозначно підвищенню густини середовища до деякого ефективного значення. Завдяки наявності взає-мопроникних зустрічних потоків легких і важких фракцій природна постіль добре розпушена, а її довжина в напрямку сегрегації збагачуваного матеріалу достатньо велика. Крім того, природна постіль є саморегульованою, в ній краще гасяться випадкові засмічення і вона менш чутлива до коливань навантаження і речовинного складу живлення.
Застійні зони зі зворотною циркуляцією і зворотні течії виникають в місцях зміни перетину проточної частини каналу. При цьому робота, що пов'язана з прирощенням кінетичної енергії в зоні звуження потоку в більшій мірі витрачається на створення вихорів. Утворення вихорів відбувається тим активніше, чим гірше обтікається перепона.
У потоках, що несуть тверді частинки, неоднорідності в геометрії обмежувальних поверхонь приводять до появи зон з рециркуляцією твердих частинок і створення дюн. Сприятливіші умови для розділення за густиною виникають, якщо в робочій зоні апарата енергія хаотичного руху несучого середовища значно перевищує енергію направленого руху. Таким чином, внаслідок неоднорідності геометрії апарата зворотні течії по-винні індукуватись вже при максимальних витратах несучого середовища і ефект класифікації збагачуваних частинок за крупністю зменшиться, а за густиною — збільшиться.
При виборі раціонального робочого простору протитечійного гравітаційного сепаратора головними є умови подачі вихідного матеріалу і пе-рвинного збагачення в центральній частині апарату, умови протікання процесів перезбагачення в периферійних частинах робочої зони, можли-вість і межі регулювання процесу, надійність елементів конструкцій.
Ці умови враховані в конструкціях відцентрово-гравітаційних сепараторів СШ і СВШ, що функціонують при низьких значеннях фактора ро-зділення, а також в сепараторах КНС, в яких найбільш повно реалізована ідея сортувального шару.
Шнекові сепаратори горизонтального і вертикального типів належать до класу збагачувальних апаратів, в яких підвищення густини розді-лення обумовлюється відставанням руху частинок збагачуваного матеріа-лу від руху розділювального середовища, а також дією додаткового граді-єнту тиску, що виникає при розбіжності векторів швидкостей частинок і середовища.

## Протитечійні сепаратори

ПРОТИТЕЧІЙНІ СЕПАРАТОРИ (рос. противоточные сепараторы, англ. countercurrent separators, нім. Gegenlaufscheider m pl) — апарати для гравітаційного збагачення корисних копалин (вугілля) у потоці води, що рухається назустріч масі збагачуваного матеріалу, яка переміщується по похилій площині під дією сили тяжіння або примусово — ґвинтовим, скребковим чи ін. механізмом. При цьому зустрічним потоком води виносяться найбільш легкі частки, а важкі вивантажуються у напрямі транспортування вихідного матеріалу. П.с. найпоширеніші в Україні та Росії. Відрізняються характером розділення в них матеріалу, способами транспортування продуктів та принципами регулювання робочого режиму. Розрізняють П.с. горизонтальні, вертикальні, крутопохилі, відцентрові, крім того — ґвинтові та шнекові. Найбільш відомі горизонтальні та вертикальні сепаратори СШ-15, СВШ-15, крутопохилі сепаратори КНС, ґвинтові типу ПВС та їх модифікації. Застосовуються переважно для збагачення вугілля крупністю 6–25 та 13–100 мм.

## Застосування протитечійної сепарації в КНС для вилучення вугілля з відвальної породи шахт
Протитечійна сепарація в КНС може бути використана для вилучення вугілля з відвальної породи шахт. Технологічна схема установки (рис. 12.12) передбачає класифікацію вихідного матеріалу по зерну 100 мм для видалення грудок +100 мм, які в основному представлені породою. Із матеріалу крупністю –100 мм виділяють відвальні відходи і одержують збагачений матеріал. За цією схемою можна одержати близько 30 % збагаченого вугілля зольністю 25 — 30 %.
При збагаченні в КНС за аналогічними схемами крупнозернистих шламів (0–3 мм) і мокрих відсівів (0–13 мм) можливе одержання концентрату з виходом 60 — 80 % і зольністю 20 — 25 % і відходів з зольністю 70 — 75 %.